# 尖頭負荷発電所

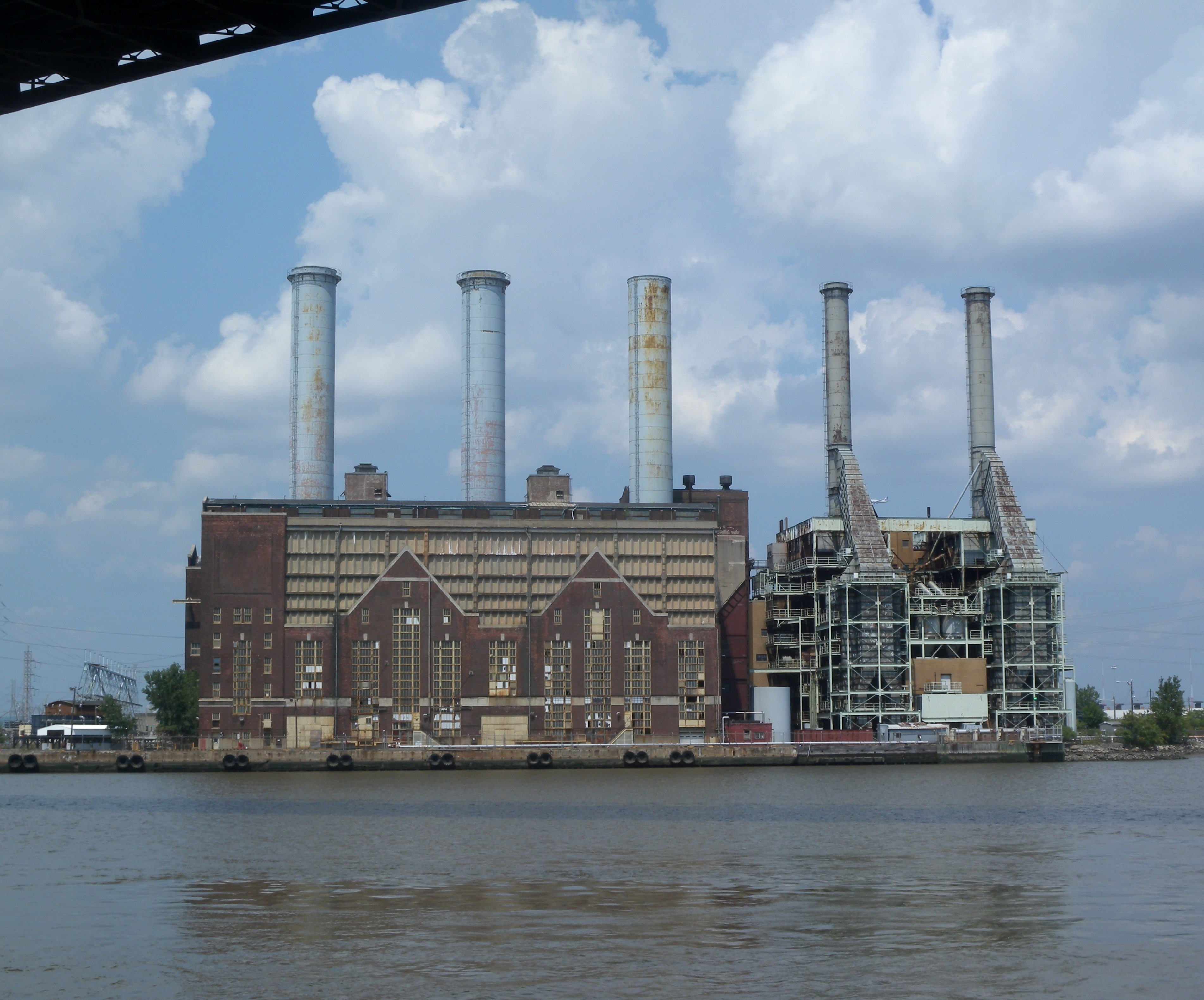
ニュージャージー州ハドソン郡にあるキアニー発電所（Kearny Generating Station）。かつての石炭火力発電所を利用したガス火力発電所

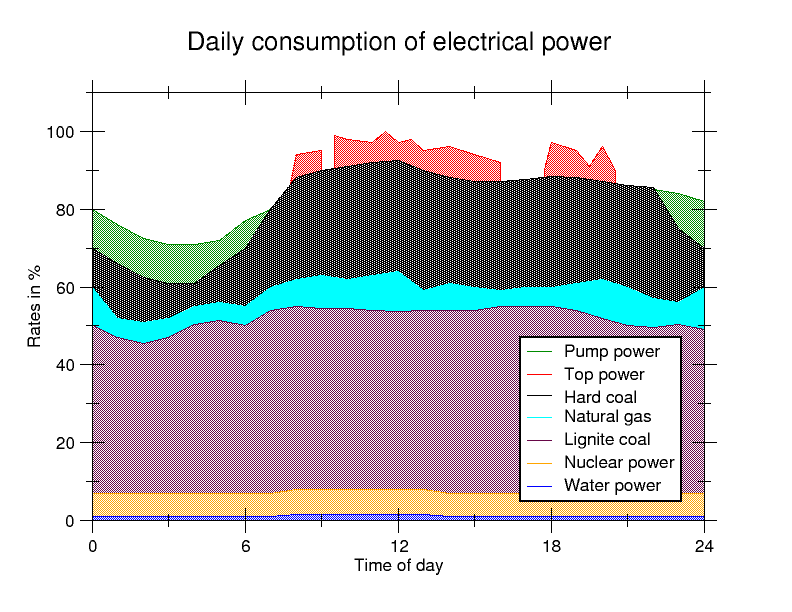
ドイツにおける朝夕の電力需要のピーク

尖頭負荷発電所（せんとうふかはつでんしょ）（英語・Peaking power plant）は発電所の一種。電力需要が急激に高まった尖頭期（ピーク時）にだけ運転する。時折運転するだけなのでキロワットあたりの料金は割高である。日々の電力需要の最低水準（基礎負荷・ベースロード）を担うベースロード発電所と共に尖頭負荷発電所は尖頭期に急速送電を行う。